# P-Klasse (Panzerschiff)
Bei den Panzerschiffen neuen Typs, die im Sprachgebrauch der Kriegsmarine als Kreuzer Typ P angesprochen wurden, handelt es sich um ein Projekt der deutschen Kriegsmarine, das nie ausgeführt wurde.

## Planung
Die Klasse wurde 1938 als Nachfolger der Deutschland-Klasse entworfen. Die Spezifikationen zielten auf eine schnellere und besser geschützte Version der Vorgänger ab. In vielerlei Hinsicht handelt es sich um eine Weiterentwicklung der Ursprungsentwürfe Panzerschiff D und Panzerschiff E von 1934, die nach nur kurzer Bauzeit abgebrochen und als völlige Neukonstruktion schließlich als Schlachtschiffe der Scharnhorst-Klasse fertiggestellt wurden. Die P-Klasse stellt somit eine evolutionäre Entwicklung des ursprünglichen Panzerschiffkonzepts dar, die an die Bedingungen eines modernen Seekriegs (wie man sich ihn Ende der 1930er Jahre vorstellte) angepasst waren. Das hieß vor allem höhere Geschwindigkeit und Reichweite, während die Möglichkeiten eines Luftkriegs über See nicht vorausgesehen wurden bzw. werden konnten.
Die ersten drei Schiffe sollten die bei der Umrüstung von Scharnhorst und Gneisenau auf 38-cm-Türme freiwerdende 28-cm-Bewaffnung erhalten.
Da die Schiffe für den Handelskrieg gedacht waren, wurden sie im Vergleich zu Schweren Kreuzern in Bewaffnung und Panzerschutz als überlegen konzipiert. Schlachtschiffe sollten sie aufgrund überlegener Geschwindigkeit und Seeausdauer meiden können.
Für die Schiffe erwartete man zuletzt bei 19 kn Fahrt eine Reichweite von 17.000 sm.
Die militärische Forderung nach sehr hoher Maximalgeschwindigkeit von zuletzt 34 kn erforderte eine Maschinenleistung von 180.000 WPS und führte zu einer Maschinenanlage von ca. 100 m Länge bei sehr schmalem Schiff. Anstelle der ursprünglich geplanten 9-Zylinder-Reihendieselmotoren (Gewicht 32 kg/PS) der H-Klasse wurde zum Schluss von der Verwendung von 24-Zylinder-V-Motoren (Gewicht 22 kg/PS) ausgegangen. Außerdem konnten die Abmessungen der Maschinenräume in Länge und Höhe deutlich verringert werden. Trotz der Verbesserungen bei der Maschinenanlage war kein befriedigender Entwurf zu erzielen.
Durch die langgestreckte Maschinenanlage wurde die Bewaffnung sehr an die Schiffsenden gedrückt und es waren ungünstige Seeeigenschaften zu erwarten. Des Weiteren erwies sich die Gestaltung eines angemessenen Panzerschutzes und der Schutz gegen Torpedotreffer als schwierig.
Die weitere Erörterung des Projekts Ende Mai 1939 ff. im Neubau-Ausschuss des Oberkommandos der Kriegsmarine evolvierte dann direkt zur O-Klasse,
- einem Dreiturmschiff mit Zwillingstürmen größeren Kalibers,
- Zusammenfassung der 15-cm-Mittelartillerie und 10,5-cm-Flakartillerie zu einer Einheitsbewaffnung von rund 13 cm
- eine dem Schiffstyp angepasste Motorengröße, die den erforderlichen Schutz in Höhe des Panzerdecks und in der Breite des Torpedoschutzes sicherstellt.

Gemäß Schreiben A Va 477/39 g.Kdos. vom 13. Juli 1939 des Marineoberbefehlshabers wurde für die bisherigen Kreuzer Typ „P“ die Bezeichnung „Schlachtschiff“ eingeführt. Der Kreuzer Typ P hörte damit auf zu existieren.
In der Folgezeit wurde nur noch projektmäßig mit reduzierter Priorität am Konzept der „Handelszerstörer“ weitergearbeitet.

## Klassenbezeichnung
Den geplanten Schiffen wurden die Bezeichnungen „P1“ bis „P12“ zugewiesen. Diese Bezeichnungen dürfen nicht mit der Bezeichnung Kreuzer „P“ verwechselt werden, dem vierten Kreuzer der M-Klasse aus dem Kreuzerbauprogramm.

## Bau
Der Z-Plan sah zwölf dieser Schiffe vor, der Bau sollte ab dem Jahr 1940 beginnen und 1948 abgeschlossen sein. Als Bauzeit wurden 3 Jahre pro Schiff veranschlagt.

## Technische Beschreibung

### Gewichte
Die vorläufige Gewichtszusammenstellung gibt den Stand der Planung Anfang Mai 1939 kurz vor Aufgabe des Projekts wieder.
| Bezeichnung                       | Gewicht [t] |
| --------------------------------- | ----------- |
| Schiffskörper                     | 7.200       |
| Panzerung (ohne Drehpanzer)       | 7.070       |
| Hauptmaschinen                    | 4.040       |
| Hilfsmaschinen                    | 1.050       |
| Artilleriebewaffnung              | 3.100       |
| Torpedobewaffnung/Nebelanlagen    | 70          |
| Flugzeugeinrichtungen             | 80          |
| Sperrwaffen                       | 20          |
| Ausrüstung                        | 683         |
| Wasser                            | 201         |
| Reserve 2%                        | 486         |
| Typverdrängung                    | 24.000      |
| 1/3 Treiböl                       | 1.250       |
| Schmieröl/Speisewasser            | 405         |
| 1/2 Flugzeug-Betriebsmittel       | 18          |
| Konstruktionsverdrängung          | 25.673      |
| Speisewasser                      | 45          |
| Schmieröl                         | 150         |
| Treiböl                           | 2.500       |
| Flugzeug-Betriebsmittel (Reserve) | 18          |
| Frischwasser-Reserve              | 119         |
| Schiff voll ausgerüstet           | 28.505      |
| Brennstoffreserve                 | 600         |
| Indiensthaltungsreserve           | 300         |
| Schiff Maximalgewicht             | 29.405      |

### Maschinenanlage
Bei der faktisch finalen Besprechung der Ämter (K-Amt, Marinewaffenamt) wurden die Antriebsalternativen wie folgt erörtert:
Erwartete Fahrleistungen der 4 Wellenanlage mit 12 V-Motoren (15.000 WPS) von zusammen 180.000 WPS.
- Brennstoff: 4.350 t
- Brennstoffverbrauch Maschinenanlage: 0,22 kg/WPS und Stunde
- Brennstoffverbrauch allgemeine Schiffszwecke: 0,8 t/Stunde

| Geschwindigkeit [sm/h] | Leistung [WPS] | Reichweite- [sm] |
| ---------------------- | -------------- | ---------------- |
| 14                     | 8.000          |                  |
| 18                     | 16.400         |                  |
| 19                     | 18.800         | ~17.000          |
| 30                     | 80.000         |                  |
| 33                     | 145.000        |                  |
| 33,5                   | 160.000        |                  |
| 34                     | 180.000        |                  |

Alternativ wurde später auch noch eine Maschinenanlage von 150.000 WPS auf drei Wellen bei etwas verkleinertem Schiff besprochen.
In früheren Entwürfen wurde die Maschinenanlage durch H-Motoren von 9.000 PS dargestellt.
Gegenüber dieser Anlage stellte die V-Motorenanlage bereits einen erheblichen Fortschritt dar.
|                         | V-Motor    | H-Motor    |
| ----------------------- | ---------- | ---------- |
| Gewicht:                | 22 kg/PS   | 32 kg/PS   |
| Länge Maschinenraum:    | 13,5 m     | 16,5 m     |
| Höhe Maschinenraum:     | 7,1 m      | 9,0 m      |
| Höhe Fundamente:        | 1,5 m      | 2,0 m      |
| Leistung mit 12 Motoren | 180.000 PS | 165.000 PS |

### Panzerung
Bei Besprechung der Ämter am 2. Mai 1939 wurden ebenfalls zwei „finale“ Panzerungsalternativen erörtert:
A) Seitenpanzer mit Vorpanzer
- Vorpanzer: 60 mm
- ca. 18° geneigter Hauptpanzer: 110 mm
- Oberdeck: 20 mm – 30 mm (über Maschinenräumen)
- Hauptpanzerdeck: 60 mm
- Torpedoschott: 30 mm
- Zitadelle: 20 mm

B) klassische Anordnung mit außenliegendem Hauptpanzer und Panzerdecksböschung.
- senkrechter Hauptpanzer: 120 mm
- Oberdeck: 20 mm – 30 mm (über Maschinenräumen)
- Hauptpanzerdeck: 60 mm inklusive 60 mm Böschung
- Torpedoschott: 30 mm
- Zitadelle: 20 mm

Bei beiden Alternativen würde die Verstärkung des Panzerdecks um 5 mm jeweils rund 100 t zusätzliches Gewicht kosten.
„Obwohl Alternative A absoluten Schutz gegen Durchschlag des Seitenschutzes von 20,3 cm Geschossen auf alle Entfernungen in die vitalen Teile des Schiffs bietet“, wurde „der klassischen Anordnung der Vorzug gegeben, da der Wasserlinienschutz besser ist, auf den es beim Handelszerstörer ankommt“.
Am 30. Mai kam dann das „Ende“. Eine (zusätzliche) Prüfung hat ergeben, dass die Böschung bei Überschießen des Seitenpanzers eine ausgesprochen schwache Stelle im Schiff bildet,
sie wird durchschlagen:

bei Lage 0 dez ab 216 hm (Quer zum Gegner)

bei Lage 2 dez ab 210 hm

bei Lage 4 dez ab 193 hm

bei Lage 6 dez ab 154 hm
Der über der Ebene des horizontalen Panzerdecks liegende Teil des Gürtelpanzers erfüllt damit unter bestimmten Bedingungen nicht mehr seine Hauptaufgabe, insbesondere bei aus verschiedenen Gründen anzustrebenden vorlichen oder achterlichen Schussrichtungen, die schräge Böschung zu schützen.

### Artillerie
6 × 28 cm SK C/34 (L/54,5) in zwei Drillingstürmen (Drh. L. C/28)
- Turmgewicht: je 675 t, davon Drehpanzer ca. 78 t
- Munition: 120 Schuss je Rohr zu je 550 kg (inkl. Treibladung)

4 × 15 cm SK C/28 (L/55) in zwei Zwillingstürmen (Drh. L. C/28)
- Turmgewicht: je 100 t, davon Drehpanzer ca. 10 t
- Munition: 120 Schuss + 20 Leuchtgranaten je Rohr zu je 75 kg (inkl. Treibladung)

8 × 10,5 cm SK C/33 (L/65) in vier Zwillingstürmen (Drh. L. C/38)
- Turmgewicht: je 43,5 t, davon Drehpanzer ca. 14 t
- Munition: 400 Granatpatronen + 30 Leuchtgranatpatronen je Rohr zu je 32,5 kg

8 × 3,7 cm SK C/30 (L/83) in vier Zwillingslafetten (Dopp L. C/30)
- Gewicht: je 3,7 t
- Munition: 1.000 Patronen je Rohr zu je 3,2 kg

8 × 2 cm FlaK C/30 in acht Einzellafetten (L. C/30)
- Gewicht: je 0,4 t
- Munition: 2.000 Patronen je Rohr zu je 0,5 kg

Alle Angaben laut: